# Кулаши
Кула́ши — посёлок городского типа на западе Грузии, расположен в 4 км севернее города Самтредиа.
Население 1702 человек (2014).

## История
26 января 1961 года село Кулаши получило статус посёлка городского типа.
В начале 1970-х годов в посёлке проживало более 5 тысяч жителей — преимущественно грузинские евреи, имелось две синагоги. С конца 1970-х началась эмиграция еврейского населения в Израиль, полностью завершившаяся к середине 1990-х.
В посёлке существовали ткацкая фабрика, завод по производству хрустальных изделий и по пошиву рабочей одежды, в настоящее время не функционирующие.

## Известные уроженцы
- Гур, Эфраим (р. 1955) — израильский политический деятель, экс-мэр г. Ашдод, бывший депутат Кнессета
- Каладзе, Николай Иванович (1909—1997) — советский военачальник, генерал-майор
- Канделаки, Николай Порфирьевич (1889—1970) — советский скульптор
- Канделаки, Давид Владимирович (1895—1938) — советский государственный деятель, дипломат
- Мирилашвили, Михаил Михайлович (р. 1960) — российский предприниматель
- Стуруа, Иван Фёдорович (1870—1931) — грузинский революционер
- Шенгелия, Георгий Давидович (1908—1981) — Герой Советского Союза

## Достопримечательности
В Кулаши в фамильной церкви князей Микеладзе во время расчистки сводчатого перекрытия под слоем штукатурки обнаружены росписи XVI века.